# Liste der Universitäten in Peru
Dies ist eine Liste der Universitäten in Peru, gegliedert nach Departamentos. Die Universitäten werden von der Superintendencia Nacional de Educación Superior Universitaria (SUNEDU) beaufsichtigt. Jede Universität hat ihr eigenes Zulassungsverfahren. Das Gesetz, welches die Zulassung der Universitäten regelt, legt einen minimalen Qualitätsstandard fest.
Es gibt in Peru gegenwärtig 143 Universitäten, das sind viermal mehr, als es 1980 gab. 92 Universitäten und zwei Graduiertenkollegs wurden mittlerweile staatlich anerkannt (Stand Januar 2021). Die staatliche Anerkennung gilt für sechs Jahre, bei etablierten Universitäten auch für acht oder zehn Jahre. Bei 48 Universitäten und zwei Graduiertenkollegs verweigerte die SUNEDU die staatliche Anerkennung (Stand Januar 2021). Ihnen wurden Übergangsfristen eingeräumt, innerhalb derer sie noch akademische Grade für auslaufende Studiengänge verleihen dürfen. Von der SUNEDU werden auch die einzelnen Studiengänge akkreditiert.
Die SUNEDU veröffentlichte 2018 ein Ranking der Universitäten. Eines der Kriterium für die Klassifizierung war, wie oft wissenschaftliche Publikationen von Universitäten in Fachzeitschriften zitiert wurden. Am meisten verdienten die Studienabgänger der Pontificia Universidad Católica del Perú (5109 Soles monatlich), gefolgt von der Universidad Nacional de Ingeniería (4794 Soles) und der Universidad Nacional Mayor de San Marcos (4201 Soles).
Der Zusatz SUNEDU in der folgenden Liste besagt, dass es sich um eine staatlich anerkannte Universität handelt.

## Amazonas
- Universidad Nacional Toribio Rodríguez de Mendoza de Amazonas (UNTRM), Triunfo, Chachapoyas, SUNEDU
- Universidad Nacional Intercultural Fabiola Salazar Leguía de Bagua, (UNIBAGUA), Bagua, SUNEDU

## Ancash
- Universidad Los Ángeles de Chimbote, Chimbote
- Universidad Nacional del Santa Maria, Chimbote, SUNEDU
- Universidad Nacional Santiago Antúnez de Mayolo, (UNSAM), Huaraz, SUNEDU
- Universidad Privada San Pedro, Chimbote

## Apurímac
- Universidad Particular Tecnología de los Andes, Abancay
- Universidad Nacional José María Arguedas, (UNJMA), SUNEDU

## Arequipa
- Universidad Nacional de San Agustín, (UNSA) Arequipa, SUNEDU
- Universidad Alas Peruanas, Arequipa
- Universidad Católica de Santa María, (UCSM), Arequipa, SUNEDU
- Universidad Católica San Pablo, (UCSP), Arequipa, SUNEDU

## Ayacucho
- Universidad Nacional de San Cristóbal de Huamanga (UNSCH), Ayacucho, SUNEDU
- Universidad Nacional Autónoma de Huanta, (UNAH), SUNEDU

## Cajamarca
- Universidad Nacional de Cajamarca, Cajamarca, SUNEDU
- Universidad Nacional de Jaén (UNJ), Cajamarca, SUNEDU, staatlich
- Universidad Nacional Autónoma de Chota (UNCH), Chota, SUNEDU, staatlich

## Callao
- Universidad Nacional del Callao

## Cusco
- Universidad Nacional de San Antonio Abad del Cusco (UNSAAC), Cusco

## Huancavelica
- Universidad Nacional de Huancavelica, Huancavelica

## Huánuco
- Universidad de Huánuco, Huánuco
- Universidad Nacional Hermilio Valdizán, Huánuco
- Universidad Nacional Agraria de la Selva, Tingo María

## Ica
- Universidad Nacional San Luis Gonzaga de Ica, Ica
- Universidad Autonoma de Ica, Ica
- Universidad Privada de Ica, Ica

## Junín
- Universidad Continental (UC), Huancayo, SUNEDU
- Universidad Nacional del Centro del Perú (UNCP), Huancayo
- Universidad Peruana Los Andes (UPLA), Huancayo
- Universidad Nacional Autónoma Altoandina de Tarma (UNAAT), Tarma, SUNEDU
- Universidad Nacional Intercultural de la Selva Central Juan Santos Atahualpa (UPLA), Chanchamayo, SUNEDU

## La Libertad
- Universidad Nacional de Trujillo, Trujillo, Staatlich, SUNEDU
- Universidad Privada Antenor Orrego, Trujillo, SUNEDU
- Pontificia Universidad Católica de Trujillo, Trujillo
- ULADECH Trujillo, Trujillo
- Universidad Privada César Vallejo, Victor Larco, Trujillo
- Universidad Privada del Norte, (UPN), Trujillo, SUNEDU
- Universidad Privada de Trujillo, Trujillo
- Universidad Alas Peruanas, Trujillo

## Lambayeque
- Universidad Nacional Pedro Ruiz Gallo, Lambayeque
- Universidad de Chiclayo, Chiclayo
- Universidad Católica Santo Toribio de Mogrovejo, (USAT), Chiclayo, SUNEDU

## Lima
- Universidad Nacional Mayor de San Marcos (UNMSM), SUNEDU
- Universidad Nacional de Ingeniería (UNI), SUNEDU
- Universidad Nacional de Educación Enrique Guzmán y Valle, La Cantuta (UNE)
- Universidad Nacional José Faustino Sánchez Carrión, Huacho, (UNJFSC)
- Universidad Peruana Cayetano Heredia (UPCH), SUNEDU
- Universidad Autónoma del Perú (UA), Villa El Salvador, SUNEDU, privat
- Universidad Católica Sedes Sapientiae, (UCSS),  SUNEDU
- Universidad del Pacífico (UP), SUNEDU
- Universidad Científica del Sur, (UCSUR), SUNEDU
- Universidad Esan (ESAN), SUNEDU
- Universidad Le Cordon Bleu, SUNEDU
- Universidad María Auxiliadora, SUNEDU
- Universidad Nacional de Cañete, San Vicente de Cañete, (UNDC), SUNEDU
- Universidad Nacional de Barranca, Barranca, (UNAB), SUNEDU
- Universidad Nacional Agraria La Molina (UNALM), SUNEDU
- Universidad Nacional Tecnológica de Lima Sur, Villa El Salvador, SUNEDU
- Universidad de Ingeniería y Tecnología (UTEC), SUNEDU
- Universidad de Ciencias y Artes de América Latina, (UCAL), SUNEDU
- Universidad de Ciencias y Humanidades, (UCH), SUNEDU
- Universidad de Lima (UL), SUNEDU
- Universidad de San Martín de Porres (USMP), SUNEDU
- Universidad Peruana Union (UPeU), SUNEDU
- Universidad Privada del Norte (UPN), SUNEDU
- Universidad Jaime Bausate y Meza, SUNEDU
- Universidad Nacional Federico Villareal (UNFV)
- Universidad Peruana Cayetano Heredia (UPCH), SUNEDU
- Universidad Ricardo Palma (URP), SUNEDU
- Universidad Antonio Ruiz de Montoya, (UARM), SUNEDU
- Universidad Peruana de Ciencias Aplicadas (UPC), SUNEDU
- Universidad San Ignacio de Loyola (USIL), SUNEDU
- Universidad Tecnológica del Perú (UTP)
- Universidad Alas Peruanas (UAP)
- Universidad Peruana de las Americas, privat
- Facultad de Teología Pontificia y Civil de Lima (FTPCL)
- Pontificia Universidad Católica del Perú-Lima, SUNEDU
- Universidad Femenina del Sagrado Corazón (UNIFÉ), SUNEDU
- Universidad Inca Garcilaso de la Vega (UIGV)
- Universidad Particular Marcelino Champagnat (UMCH), SUNEDU

## Loreto
- Universidad Nacional de la Amazonía Peruana, Iquitos
- Universidad Particular de Iquitos, Iquitos
- Universidad Nacional Autónoma de Alto Amazonas, Yurimaguas, (UNAAA), SUNEDU

## Moquegua
- Universidad de Moquegua, (UNAM), Moquegua, SUNEDU

## Pasco
- Universidad Nacional Daniel Alcides Carrión, Cerro de Pasco

## Piura
- Universidad de Piura (UDEP), Piura, SUNEDU, privat, no 9
- Universidad Privada Antenor Orrego, (UPAO), Piura, SUNEDU, privat

## Puno
- Universidad Andina Néstor Cáceres Velásquez, Juliaca
- Universidad Nacional del Altiplano de Puno, (UNAP), Puno, SUNEDU
- Universidad Nacional de Juliaca, (UNAJ), Juliaca, SUNEDU

## San Martín
- Universidad Nacional de San Martín, Tarapoto

## Tacna
- Universidad Nacional Jorge Basadre Grohmann (UNJBG), Tacna, SUNEDU
- Universidad Privada de Tacna, Tacna, SUNEDU
- Escuela de Postgrado Neumann Business School, Tacna, SUNEDU

## Tumbes
- Universidad Nacional de Tumbes, Tumbes

## Ucayali
- Universidad Nacional de Ucayali, Pucallpa, SUNEDU
- Universidad Nacional Intercultural de la Amazonía, (UNIA), Pucallpa, SUNEDU